# 鎌仲政昭
鎌仲 政昭（かまなか まさあき、1969年4月17日 - ）は、兵庫県神戸市出身の元プロ野球選手（投手）。

## 来歴・人物
神戸市立上野中学校3年時には京阪神大会で完全試合を達成し、強豪校からも誘われていた。しかし、兵庫県立神戸高等学校へ進み、速球派として注目される。3年夏の県大会はシード校で臨んだ初戦で和田山商を相手に延長11回で14奪三振の力投もサヨナラ負け。進学を希望していたが1987年のプロ野球ドラフト会議で中日ドラゴンズから2位指名を受け入団。兵庫県きっての公立進学校からのプロ野球選手誕生ということで話題になった。
プロ2年目の1989年はMLB1Aのベロビーチ・ドジャースに野球留学した。本格派投手として期待されたが伸び悩み、一軍初登板はプロ5年目の1992年であった。1995年オフに自由契約となり近鉄バファローズへテスト入団で移籍したが、一軍登板はないまま翌1996年限りで現役を引退した。血行障害に苦しみ、晩年はフォームをサイド気味への変更を繰り返すなど試行錯誤していた。
翌年は打撃投手を務めた。

## 詳細情報

### 年度別投手成績
| 年 度     | 球 団     | 登 板 | 先 発 | 完 投 | 完 封 | 無 四 球 | 勝 利 | 敗 戦 | セ 丨 ブ | ホ 丨 ル ド | 勝 率 | 打 者 | 投 球 回 | 被 安 打 | 被 本 塁 打 | 与 四 球 | 敬 遠 | 与 死 球 | 奪 三 振 | 暴 投 | ボ 丨 ク | 失 点 | 自 責 点 | 防 御 率 | W H I P |
| --------- | --------- | ----- | ----- | ----- | ----- | -------- | ----- | ----- | -------- | ----------- | ----- | ----- | -------- | -------- | ----------- | -------- | ----- | -------- | -------- | ----- | -------- | ----- | -------- | -------- | ------- |
| 1992      | 中日      | 2     | 0     | 0     | 0     | 0        | 0     | 0     | 0        | --          | ----  | 9     | 2.0      | 3        | 2           | 0        | 0     | 0        | 2        | 0     | 0        | 3     | 3        | 13.50    | 1.50    |
| 通算：1年 | 通算：1年 | 2     | 0     | 0     | 0     | 0        | 0     | 0     | 0        | --          | ----  | 9     | 2.0      | 3        | 2           | 0        | 0     | 0        | 2        | 0     | 0        | 3     | 3        | 13.50    | 1.50    |

### 記録
- 初登板：1992年9月25日、対読売ジャイアンツ24回戦（東京ドーム）、8回裏から3番手で救援登板・完了、1回無失点

### 背番号
- 11 （1988年 - 1991年）
- 53 （1992年 - 1995年）
- 64 （1996年）
- 105 （1997年）